# Ђуро Драшковић (правник)
Ђуро Драшковић (Котор, 1880–1944), био је правник и политичар.
У Котору завршава основну и средњу школу. Студирао је права у Загребу, Прагу и Грацу. Радио је као судија у више мјеста у Далмацији. Од 1920. имао је адвокатску канцеларију у Котору. Развијао је страначку инфраструктуру Народне радикалне странке у Боки. Године 1938. постао је народни посланик. По завршетку Другог свјетског рата стрељали су га комунисти под оптужбом да је сарађивао са окупатором.